# Kap Willems
Kap Willems (französisch Cap Willems Pierre) ist ein Kap, das die Einfahrt zur Flandernbucht an der Danco-Küste des Grahamlands auf der Antarktischen Halbinsel nördlich markiert.
Erstmals kartiert wurde es von der Belgica-Expedition (1897–1899) unter der Leitung des belgischen Polarforschers Adrien de Gerlache de Gomery. Dieser benannte das Kap nach dem belgischen Philologen Pierre Willems (1840–1898).